# 무신사
무신사(MUSINSA)는 '무진장 신발 사진이 많은 곳'이라는 프리챌 커뮤니티로 시작해, 현재는 대한민국의 온라인 패션 플랫폼& 패션 커머스 기업이다.
2001년에 개설되었으며, 무신사 스토어뿐만 아니라 여성 전용 스토어인 우신사도 오픈되어 있다. 2017년에는 무신사 자체 브랜드인 무신사 스탠다드를 론칭했다. 2018년 6월 패션 특화 공유오피스 무신사 스튜디오를 오픈했다. 2019년 8월 패션문화 편집공간 무신사 테라스가 문을 열었다.
2020년, 패션 플랫폼 월간 활성 사용자 1위에 선정됐다.
일본의 조조타운(ZOZOTOWN)을 벤치마킹하였다고 한다.

## 입점 브랜드
- 와르(WaAR)
- 스타터(STARTER) 보관됨 2021-06-24 - 웨이백 머신
- 오션퍼시픽(OCEAN PACIFIC)
- 캉골
- 아웃도어프로덕트
- 커버낫
- 오베르 보관됨 2019-04-08 - 웨이백 머신
- 폴리스
- 네셔널지오그래픽
- 데상트 보관됨 2021-06-26 - 웨이백 머신
- 디스이즈네버댓
- 페이퍼리즘
- 칼하트
- 아디다스
- 휠라
- 어커버
- 에메모가든
- 닥터마틴
- 나이키
- 챔피온
- 무신사 스탠다드
- 크럼프
- 오아이오아이
- 제멋
- 더블유브이프로젝트
- 널디
- 아이비에이틴
- 르버앤코
- 저스트세러데이
- LMC
- 비에스큐티바이클래시
- 비바스튜디오
- 인사일런스
- 뮤닌스테이션
- 스튜디오슬몃
- 베리드얼라이브
- 스튜디오콘크리트
- 마크곤잘레스
- 라퍼지스토어
- 29CM[2]

## 제공 서비스
- 무신사 매거진

국내 최초의 온·오프라인 패션 매거진이다.
- 무신사 스토어

국내 최대 규모의 브랜드 패션 유통 플랫폼이다.
- 무신사 스탠다드

무신사 스토어에 입점한 무신사 자체 브랜드이다.
- 우신사

무신사가 만든 여성 전용 온라인 쇼핑몰이다.
- 브랜드 마케팅

패션 브랜드 온라인 홍보 대행
- 무신사 스튜디오

무신사가 만든 패션특화 공유 오피스
- 무신사 테라스

무신사가 만든 패션문화 편집공간